# Townsendiellomyia nidicola
Townsendiellomyia nidicola är en tvåvingeart som först beskrevs av Townsend 1908.  Townsendiellomyia nidicola ingår i släktet Townsendiellomyia och familjen parasitflugor. Inga underarter finns listade i Catalogue of Life.